# Могоро
Могоро (итал. Mogoro) — коммуна в Италии, располагается в регионе Сардиния, в провинции Ористано.
Население составляет 4779 человек (2008 г.), плотность населения составляет 98 чел./км². Занимает площадь 49 км². Почтовый индекс — 9095. Телефонный код — 0783.
Покровителем населённого пункта считается святой Бернардин Сиенский.

## Демография
Динамика населения:

## Администрация коммуны
- Официальный сайт: https://web.archive.org/web/20090813195411/http://www.comune.mogoro.oristano.it/